# Guayzimi
Guayzimi ist eine Ortschaft und eine Parroquia urbana („städtisches Kirchspiel“) im Kanton Nangaritza der ecuadorianischen Provinz Zamora Chinchipe. Guayzimi ist Sitz der Kantonsverwaltung. Die Parroquia besitzt eine Fläche von etwa 130 km². Die Einwohnerzahl lag im Jahr 2010 bei 2598. Davon lebten 1771 Einwohner im urbanen Bereich von Guayzimi. Am 14. September 1973 wurde die Parroquia rural Guayzimi als Teil des Kantons Zamora gegründet. Am 26. November 1987 wurde der Kanton Nangaritza gegründet und Guayzimi wurde als Parroquia urbana dessen Verwaltungssitz. 

## Lage
Die Parroquia Guayzimi liegt in der Cordillera del Cóndor im Südosten von Ecuador. Der Hauptort liegt auf einer Höhe von 874 m, 30 km östlich der Provinzhauptstadt Zamora an dem Flüsschen Quebrada Guaysimi 3,5 km vom rechten Flussufer des nach Norden fließenden Río Nangaritza entfernt. Das Verwaltungsgebiet erstreckt sich über das Einzugsgebiet der Quebrada Guaysimi. Im Osten wird es vom Flusslauf des Río Nangaritza begrenzt. Das Gebiet misst in Ost-West-Richtung etwa 14 km sowie in Nord-Süd-Richtung 9 km.
Die Parroquia Guayzimi grenzt im Nordosten an die Parroquia Nuevo Quito (Kanton Paquisha), im Osten an die Parroquia Nankais, im Süden an die Parroquia Zurmi, im Westen an die Parroquia San Carlos de las Minas (Kanton Zamora) sowie im Norden an die Parroquia Zumbi (Kanton Centinela del Cóndor).